# The Big Turnaround
The Big Turnaround (conocida en España como Turnaround: secta de asesinos) es una película de acción de 1988, dirigida por Joe Cranston, escrita por Luis Johnston, musicalizada por Luie-Luie and the Country Bambu Band, en la fotografía estuvo Karen Grossman y los protagonistas son Luis Latino, Rick Le Fever y Ruben Castillo, entre otros. El filme fue realizado por Dove Productions.

## Sinopsis
Dos tipos entrenados, una mujer furiosa y el sacerdote hacen frente al líder de la mafia local y sus secuaces, son contrabandistas de drogas y traficantes de personas, están en un pueblo chico entre la frontera de Estados Unidos y México.